# CD Tondela
Clube Desportivo de Tondela – portugalski klub piłkarski, grający obecnie w Primeira Liga, mający siedzibę w mieście Tondela.

## Historia
Klub został założony 6 czerwca 1933 roku jako Clube Desportivo de Tondela. Powstał w wyniku fuzji dwóch innych klubów Tondela Football Club i Operário Atlético Clube. W sezonie 1986/1987 wygrał rozgrywki Terceira Divisão (IV poziom rozgrywek) i awansował do Segunda Divisão (III poziom rozgrywek). W sezonie 2008/2009 także zwyciężył w tych rozgrywkach. Z kolei w sezonie 2011/2012 CD Tondela został mistrzem Segunda Divisão i po raz pierwszy w swojej historii awansował do Segunda Liga (II poziom rozgrywek). W sezonie 2014/2015 CD Tondela zajął 1. miejsce w Segunda Liga i wywalczył historyczny awans do pierwszej ligi portugalskiej.

## Sukcesy
- Liga Portugal 2

mistrzostwo (2): 2014/2015, 2024/2025
- Segunda Divisão

mistrzostwo (1): 2011/2012
- Terceira Divisão

mistrzostwo (2): 1986/1987, 2008/2009
- Puchar Portugalii

finalista (1): 2021/22

## Reprezentanci kraju grający w klubie
Stan na czerwiec 2015
| - Aguinaldo - Evandro Brandão - Joni - Dolly Menga - Ousseni Zongo - Randal Oto’o - Boubacar Fofana - Bacar Baldé | - Édson Silva - Emiliano Té - Kevin Amuneke - Ercison Silva - João Vicente - China - Jhon Murillo |

## Skład na sezon 2015/2016
| Nr | Poz. | Piłkarz                                     |
| -- | ---- | ------------------------------------------- |
| 1  | BR   | Cláudio Ramos                               |
| 3  | OB   | João Pica                                   |
| 4  | OB   | Kaká                                        |
| 5  | OB   | Markus Berger                               |
| 6  | PO   | Lucas Souza                                 |
| 7  | NA   | Nathan Júnior                               |
| 6  | PO   | Lucas Souza                                 |
| 8  | PO   | Jaquité                                     |
| 9  | NA   | Piojo                                       |
| 10 | PO   | Rúben Saldanha                              |
| 11 | NA   | Rúben Silvestre                             |
| 12 | BR   | Matt Jones (wypożyczony z CF Os Belenenses) |
| 14 | OB   | Bruno Nascimento (wypożyczony z Köln)       |
| 17 | OB   | Nuno Santos                                 |

| Nr | Poz. | Piłkarz                              |
| -- | ---- | ------------------------------------ |
| 19 | NA   | Joel                                 |
| 21 | OB   | Edu                                  |
| 22 | BR   | Miguel Batista                       |
| 23 | PO   | Jordan Massengo                      |
| 24 | OB   | Luís Tinoco                          |
| 27 | PO   | Bruno Monteiro                       |
| 28 | NA   | Wágner                               |
| 29 | NA   | Erik Mendes (wypożyczony z Tombense) |
| 41 | PO   | Hélder Tavares                       |
| 42 | OB   | Randal Oto’o (wypożyczony z Bragi)   |
| 70 | NA   | Dolly Menga (wypożyczony z Bragi)    |
| 77 | NA   | Jhon Murillo (wypożyczony z Benfiki) |
| 90 | NA   | Tozé Marreco                         |